# Journal of Cell Biology
The Journal of Cell Biology, abgekürzt J. Cell Biol., ist eine wissenschaftliche Fachzeitschrift, die vom Verlag Rockefeller University Press veröffentlicht wird. Die erste Ausgabe erschien im Jahr 1955 unter dem Namen Journal of Biophysical and Biochemical Cytology. Im Jahr 1962 wurde der Name zum heute gültigen Namen geändert. Derzeit erscheint die Zeitschrift sechsundzwanzigmal im Jahr. Es werden Artikel veröffentlicht, die sich mit morphologischen, biophysikalischen und biochemischen Untersuchungen von Zellen, ihren Bestandteilen und deren Produkten beschäftigen.
Der Impact Factor lag im Jahr 2012 bei 10,822. Nach der Statistik des ISI Web of Knowledge wird das Journal mit diesem Impact Factor in der Kategorie Zellbiologie an 16. Stelle von 184 Zeitschriften geführt.
Chefherausgeber ist Tom Misteli, National Cancer Institute, Vereinigte Staaten von Amerika.